# 港鐵機場鐵路Adtranz-CAF列車
港鐵機場鐵路Adtranz-CAF列車（英語：Lantau Airport Railway Adtranz-CAF Train，簡稱或）是港鐵公司（前稱地鐵公司）為其東涌綫及機場快綫而購入的列車。該列車由西班牙的CAF，以及德國與瑞士的Adtranz（2001年由加拿大龐巴迪公司收購，現為阿爾斯通旗下）製造，機場快綫全線11列及東涌綫12列列車均用此電動列車。此乃香港歷史上第一款非由英國廠商製造的通勤型電動列車 ，目前本列車仍為港鐵機場鐵路主力列車車型，預計2029年開始本列車將會退役，並改由機場鐵路中國青島四方製列車成為東涌綫與機場快綫的主力列車車型。
值得一提的是，不少鐵道迷經常誤稱LAR Train為「A-Train」，但實際上此名稱從未獲官方承認，亦未有在任何合約或文件上稱之為「A-Train」。
港鐵機場快綫Adtranz-CAF列車與港鐵迪士尼綫列車一樣，都是港鐵少數不設緊急通風窗的列車之一。

## 概要
機場快綫和東涌綫的行走路段較市區綫長及站距較遠，有見及此，所以行走該兩綫列車皆採用流線型設計及內嵌式車門。這款列車的設計最高時速是140km/h，是世界目前最高速的通勤型載客列車之一（最高營運時速為135km/h，另一款速度是相等於東涌綫韓製列車、近畿川崎列車及屯馬綫中國製列車），加速率1 m/s²、減速率1 m/s²、緊急煞車減速率1.3 m/s²、牽引系統為使用GTO元件的VVVF逆變器，是前地鐵首款使用交流傳動技術的載客列車。
然而，由於列車其氣密設計並非如高速鐵路列車般優越。當列車於隧道高速行駛時，因氣壓關係風會經過門邊縫隙滲入車廂，以致造成哨聲和噪音，而且時有乘客的耳部產生不適情況出現，尤於進出隧道時特別明顯，有如乘坐飛機一般的體驗，亦有傳港鐵機場快綫和東涌綫的行車隧道較窄亦是原因之一（乘客可以吞口水或以其他的方式來緩解耳部不適的情況）。
雖然機場快綫主力提供商務式服務，列車不設站位，不過隨著博覽館站之啟用，凡有大型活動在該處舉辦，會使乘客偶爾要站立。

## 歷史
1994年，面對香港機場鐵路的兩條線路（東涌綫、機場快綫）將計劃於1997年與赤鱲角新機場同時投入服務，當時的香港地下鐵路公司開始根據機場鐵路的營運要求，在國際上尋找廠家、訂購車輛。1994年11月28日，地鐵公司與德國ABB丹拿-賓士運輸系統股份公司（ADtranz）和西班牙鐵路建設和輔助器材有限公司（CAF）組成的合資公司——ACJV（ADtranz-CAF Joint Venture）達成協議，簽訂了一份總額近43700萬馬克的機場鐵路列車合約，其中ADtranz的份額為13600萬馬克。根據合約，合資企業將於1998年前提供12列8節及11列10節編組的列車（營運初期為每列7節編組，餘下12節（東涌綫）/33節（機場快綫）作為交替使用及後來擴充之用）。ADtranz負責提供帶有列車控制系統的全套牽引設備，而由西班牙CAF負責提供車體、轉向架、內部裝備、所有輔助設備（包括靜態逆變器）和診斷系統。
列車設計方面，英國 Design Triangle負責車頭及車身外觀、駕駛室及控制設備，車廂內裝則由Jones Garrard（現稱為Jones Garrard Move）負責。首兩卡機場快線及東涌線的列車車頭模型樣版由西班牙 Diara Design負責製造，列車診斷及資訊系統由西班牙 SEPSA 提供，列車亦配備了由AEG研發的「GEATRAC I」列車控制系統。
列車在西班牙CAF的工廠內進行裝配、靜態檢測和調試。首次動力學試驗則轉移至ADtranz位於柏林享寧斯道夫（Heinersdorf）的試驗線上進行，而列車驗收工作則安排在香港進行。首列機場鐵路列車（即今東涌線為V607/V807及機場快線為E103/K403）於1997年10月16日抵達香港地鐵小蠔灣車廠，但由於機場鐵路工程進度延誤，列車抵港初期並未能即時上線運行，只能停泊於車廠；同時受到新機場啟用日期多次拖延影響，機場鐵路的通車日期也相應延遲。1998年2月23日，機場鐵路列車於青衣至香港各站，展開全系統測試及驗收，並於4月27日開始測試運行。1998年6月22日，東涌線率先開始營運；至7月6日，機場快線也和香港國際機場同時投入服務。當時，本列車以7卡運行，擴編車卡則一直放在小蠔灣車廠，直至2003年擴編為止。
而東涌綫屬於通勤鐵路線，所以列車內部設計除了路綫圖只顯示東涌綫的閃燈路綫圖、只在頭尾兩卡設置各兩個輪椅預留位和不設資訊台外，大部分設計與市區綫列車沒有太大分別，通車初期設7列車卡，於2003年初擴編為8卡列車（增加車卡W7XX，原有車卡不用反向及拆除組件；而此等擴編方法亦為深圳地鐵南車浦鎮A型電動列車所使用），以配合南昌站啟用後所增長的客量。
行走機場快綫的列車經過特別設計，最多能以10節編組行駛（最終未有實行），但通車初期只以7節組運行，於2005年10月起改為8卡列車（增加車廂F2XX），以配合博覽館站啟用後所增長的客量。每當亞洲國際博覽館有大量人流時，部分班次將改用東涌綫列車以作疏導。其中往香港方向的第一節是專為香港站或九龍站預辦登機手續的寄艙行李而設的專用貨卡K（該貨卡不設車窗及設有5對車門），其餘每列客卡只設有2對車門，並附設4塊顯示屏、16行共64個座位（E卡其中4個座位改為兩張接椅連一個輪椅預留位）和行李架，而皮製軟座位的椅背安裝了小型電視屏幕（早期可查閱即時航班資料及旅遊資訊，其後則多為機場快綫形象識別及世界主要城市時間，有時甚至沒有提供資訊）。
2001年，機場快綫及東涌綫各一列列車在調車機車牽引下，前往九龍灣車廠擔當「第一代載客列車退役儀式」的典禮用車。在運送期間，由於市區線隧道限界太窄，導致包在車上的發泡膠出現磨損。因此，機鐵列車在是次典禮完結並送回機鐵以後，不曾再駛入市區線區段。
2008年，港鐵斥資港幣2700萬元翻新機場快綫11列列車車廂內部，其中包括把絲絨座位更換成皮製座位，將椅背小型電視拆除，改在每列客卡加裝四個23吋大液晶體電視，並於椅背上裝上獨立喇叭及設有音量掣（唯列車80%座位會闢作靜音區（即E卡及其他客卡除中間部分的兩成座位外均為靜音區），只能看見電視畫面及字幕），首列翻新完成的列車已於10月22日投入服務，其餘的10列列車亦於2009年年中完成翻新工程。
2015年7月7日，為改善機場快綫服務水平，港鐵將為機場快綫列車的第一及第七卡，裝設適用於流動通訊裝置之USB充電插位。
2018年5月起，列車車門編號貼紙換成接近九鐵款式。
2018年8月，港鐵為V612/812試驗性安裝車載軌道檢測系統、車輪環和減噪音液體瓶（已重投服務）。而E111/K411同樣試驗性安裝車載軌道檢測系統、車輪環和減噪音液體瓶；而機場快綫列車將陸續安裝以上設備。
2019年6月，港鐵計劃在2020初再次翻新機場快線列車，主要計劃更換坐墊椅套，並在同年底完成工程。
2020年9月14日，首兩列（E108/K408 & E110/K410）完成更換椅套及地氈的列車已投入服務，新椅套及地氈以白色及深藍色為主調，頭枕印上機場快線標誌。

## 試用新設備

### 加裝閉路電視
所有機場鐵路Adtranz-CAF列車已安裝車廂內閉路電視系統。

## 特點

### 性能較佳
本列車是港鐵系統中首款採用VVVF技術的載客列車，而本列車亦設有再生制動，可以將列車制動時所產生的動力循環再用，減少無用的熱被排走。此外，列車的制動速度亦比市區綫現代化列車稍高，但是最高制動率比市區綫現代化列車稍低（本車的最高制動率為 1.35 m/s²，市區綫現代化列車的最高制動率為 1.4 m/s²）。

### 車門設計
這款列車是港鐵首度採用嵌入式車門的列車型號，並經常暴力關門，隔音效果比市區綫現代化列車良好。
車門及其機械組件由CAF及德國SCHALTBAU Bode製造，車門控制軟件由德國 Bemag of Düsseldorf提供。
注意機場快綫列車每卡只有2隻車門（除行李卡5隻車門外），且車門闊度比東涌綫列車稍窄。

### 列車設計
- 列車外觀：

由英國 Design Triangle 設計其流線型車頭及車身外觀。首兩卡模型樣板由西班牙 Diara Design 負責。
- 車廂內裝

分別由英國 Design Triangle（機場快綫）及 Jones Garrard（東涌綫）負責。

### 主要機器配置
- 列車空調機組由西班牙 Stone Ibérica（曾為西班牙 Albatros 子公司，2000年改稱 MERAK，2005年由 Knorr-Bremse 全資收購成為旗下子公司）[13]提供；
- 緊急逃生斜道由法國 BARAT group 提供；
- 列車的牽引系統連電動機由 ADtranz（AEG）提供；
- 列車制動系統由英國 SAB-WABCO 提供；
- 列車轉向架由 ADtranz 設計、CAF 負責製造；
- 列車輔助設備、靜態逆變器、資訊及診斷系統均由西班牙 Albatros SEPSA[14]（現 SEPSA MEDHA）提供；
- 車卡連貫通道由英國 Woodville Polymer（現稱為 Dellner Woodville）[15]製造；
- 列車動態路線圖由西班牙 Ikusi 提供。

### 列車車窗玻璃
列車車廂玻璃及車門玻璃由西班牙 Ariño Duglass 提供。

## 列車問題

### 漏水問題
2005年8月，經濟日報報道東涌線列車車廂車窗及列車接駁位（俗稱風琴位）出現漏水情況。地鐵表示檢驗東涌綫全綫列車後，相信漏水只是車窗未關妥，至於接駁位漏水亦只是個別事件，稍後會分批在全綫列車接駁位，再塗上一層防水膠膜。其後出現冷氣出風口滴水問題，令座位上的乘客遭弄濕，地上亦出現一攤水漬。

### 座位及車內設備問題
在2012年出版的中，提及到機場快綫列車的問題，包括車內設備及座位。當中他們提及座位不能如日本一樣，可把座位旋轉及兩座位容納4人。在車內設備問題方面，車廂內不設LED閲讀燈，所以對於要閲讀書籍的乘客就會很麻煩。

### 暴力關門
除了Y車 (Y701-Y712)，本列車經常出現暴力關門現象。與韓製列車不同，嘗試調整也沒有用。

## 記事

### 東涌綫
- 1997年1月27日：第一列東涌綫列車抵港。
- 2003年5月：第一列八卡列車投入服務。
- 2015年9月18日：一列駛往東涌的列車編組於九龍站故障，上行列車一律改於4號月台上落，直至該列車由另一列車推至南昌站緊急月台為止。
- 2019年9月1日：東涌站附近有示威活動，防暴警察和速龍小隊進入東涌站，但未見示威者，其後進入月台一列V612/V812列車上檢查黑衣人的身分證。[18][19]
- 2019年9月22日：有示威者登上一列V604/V804編組列車到達南昌站的列車時，擅自進入V804車廂的駕駛室並把緊急逃生梯放下，導致東涌綫服務輕微受阻。
- 2021年1月15日：網上流傳一條短片，兩名全身赤裸的男子，在一列V611/V811編組列車內進行性行為，引來網民熱議。港鐵表示已就此事報警，有需要時會配合警方調查，並呼籲乘客不應在鐵路處所内作出不雅、使人反感或造成騷擾的行為。警方將案件暫列公眾地方行為不檢及發布淫褻物品，交由葵青警區重案組跟進，暫未有人被捕。[20]

### 機場快綫
- 1997年10月：第一列機場快綫列車抵港。
- 2017年12月：一列E104/K404列車披上熊本熊廣告，已於2018年1月下旬落畫。
- 2020年10月11日：一列E105/K405編組列車空載列車於青衣站衝燈，未有按信號燈停下。東涌綫及機場快綫服務一度受阻，直至該列車移離主行車線為止。
- 2022年12月：一列E102/K402列車披上「機鐵仔」廣告。

## 退役
此型號列車將不會進行任何車輛翻新工程，2020年1月2日，中國中車在微信公佈與港鐵簽訂了總計約38.2億元人民幣的地鐵車輛及配件銷售合約。港鐵認為，就要更新東涌綫及機場快綫列車進行計劃，經過詳細考慮包括市場情況等後，有意在2015年與青島四方簽訂的合約基礎下（即市區綫願景列車），簽訂補充協議增購列車，替代車齡逾二十年，車況不佳且尚無翻新計劃的東涌綫及機場快綫列車。訂單或會包含供其他路綫加班，或用以替換其他車齡快達20年但仍然未有翻新計劃的列車。當機場鐵路願景列車投入服務時，均會逐步退役，屆時此型號的列車，將會是香港鐵路史上第四款的退役列車，將會是繼輕鐵第二期列車之後，第二款無計劃翻新的退役列車，以及繼港鐵市區綫現代化列車之後，第二款被港鐵中車青島四方電動列車取代的列車。

## 圖片庫

### 東涌綫

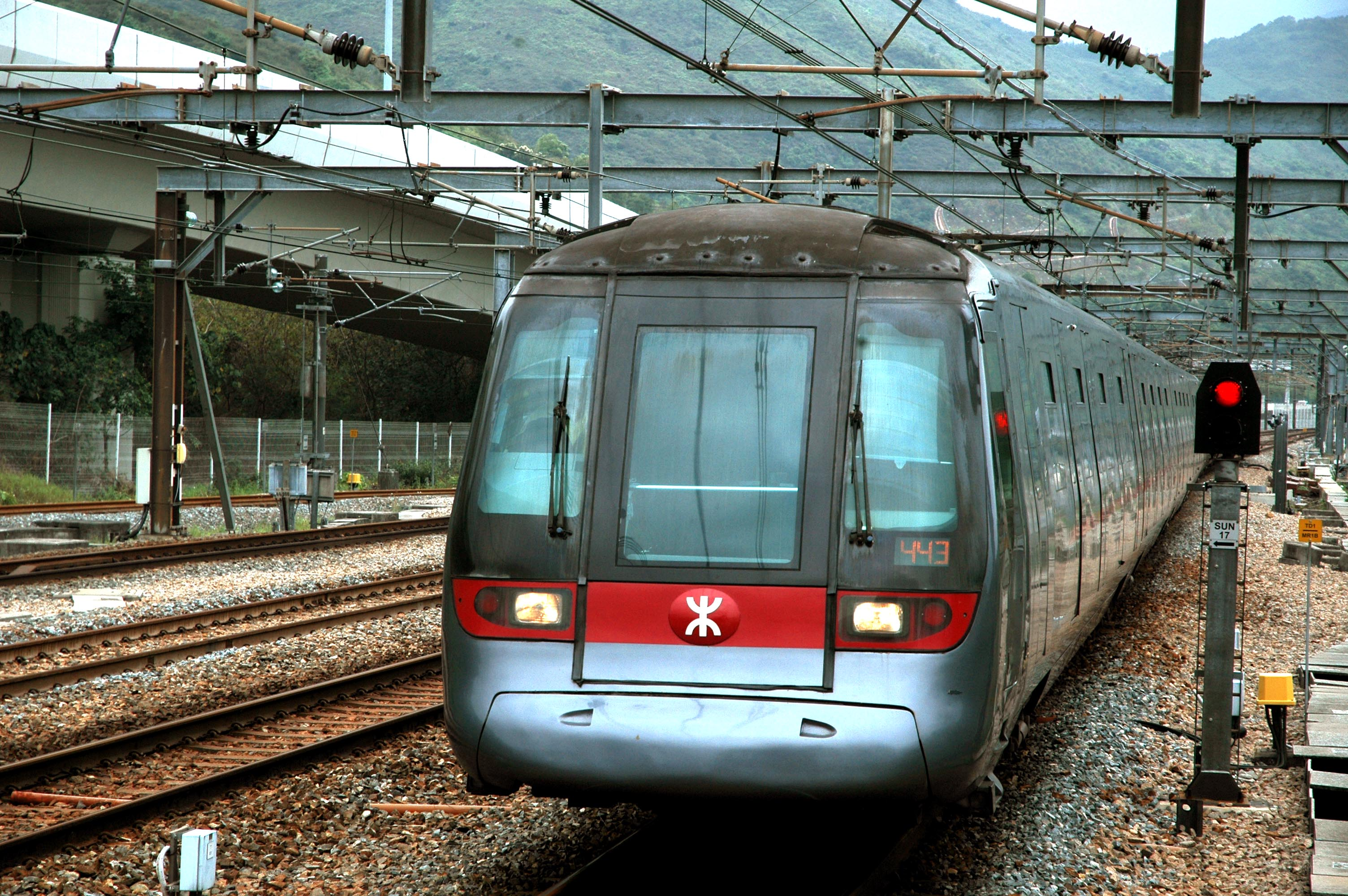
列車進入欣澳站2號月台
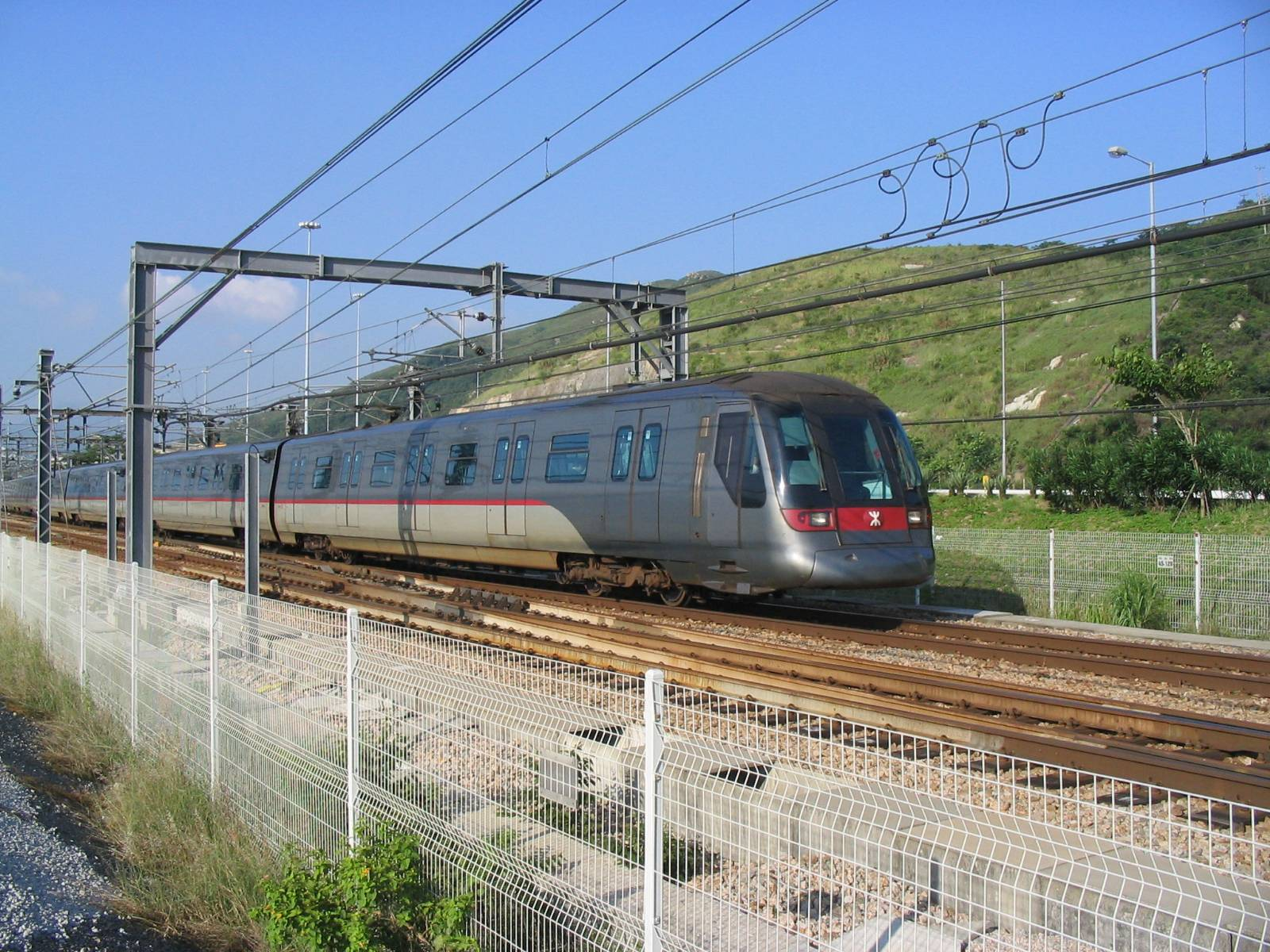
列車離開欣澳站1號月台
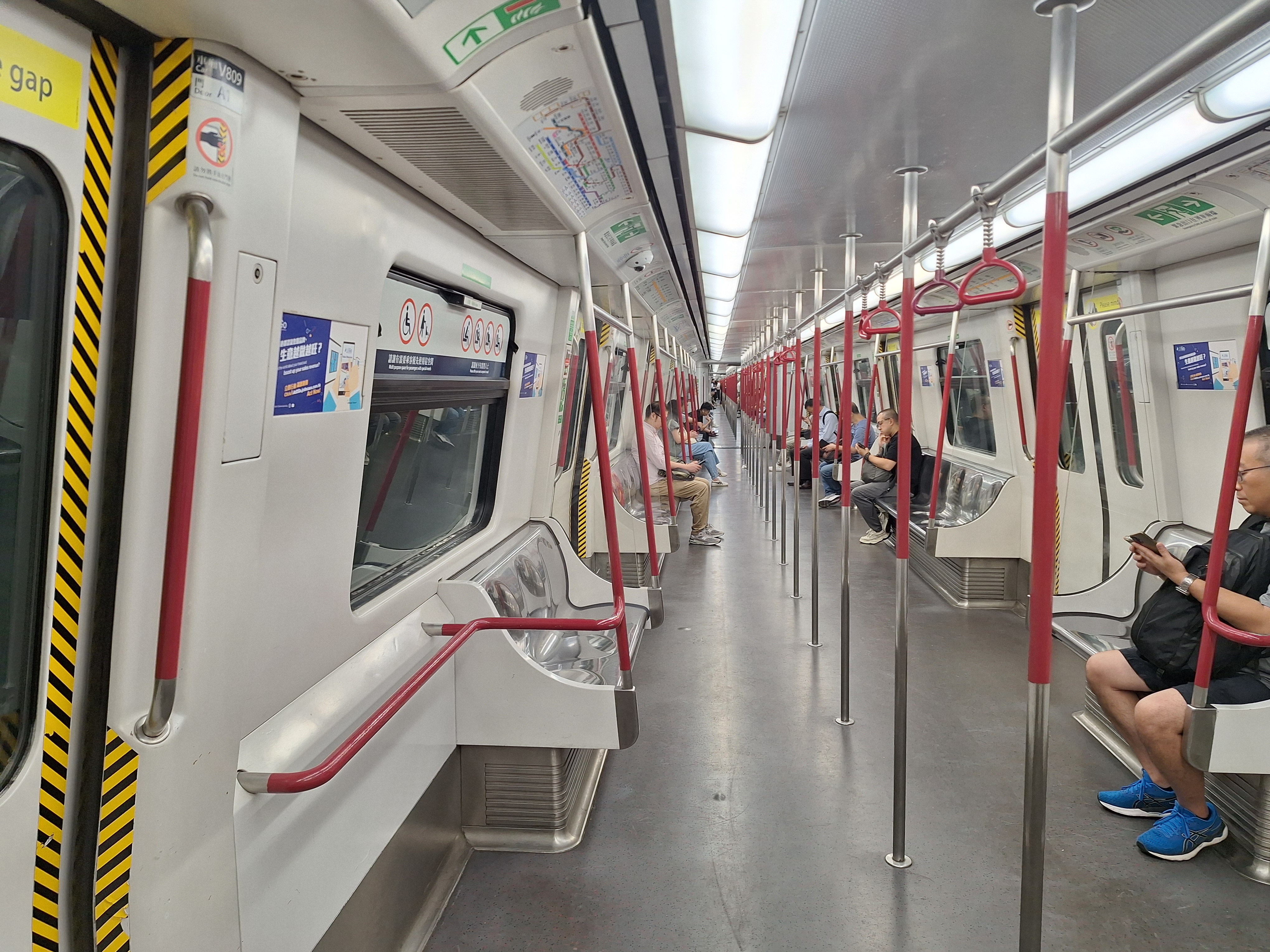
列車車廂內部（2025年）
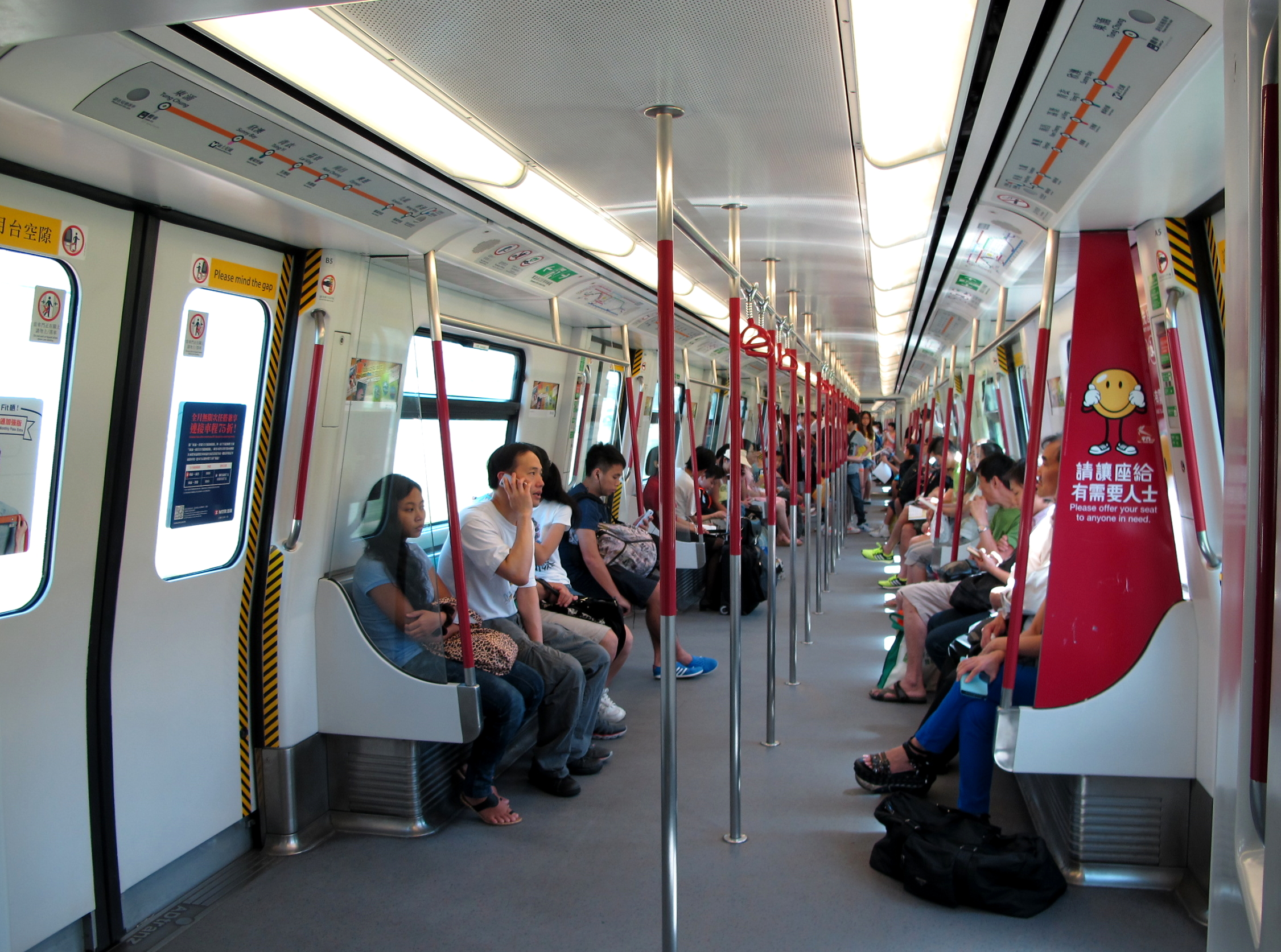
列車車廂內部（2013年）
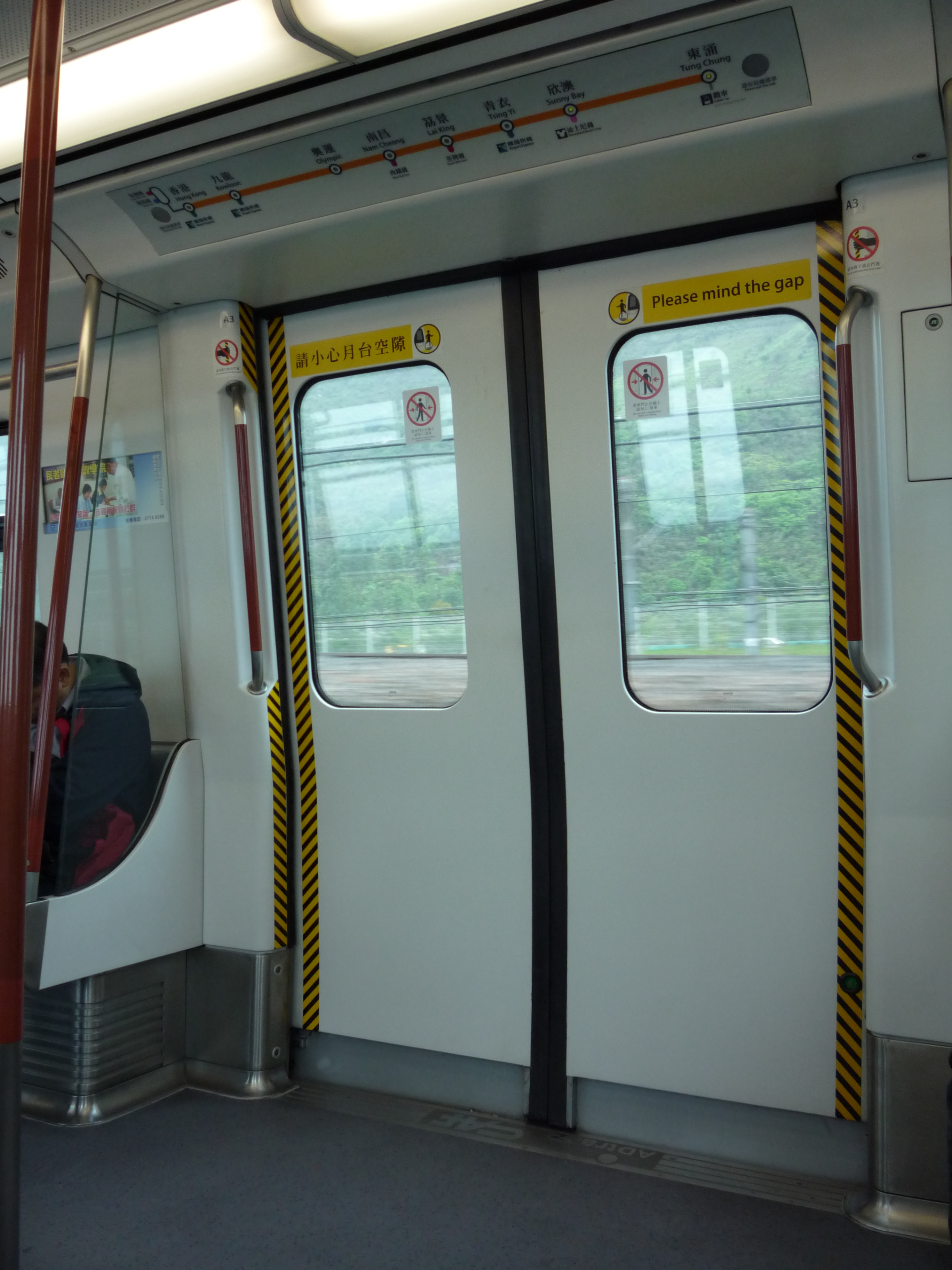
列車車門
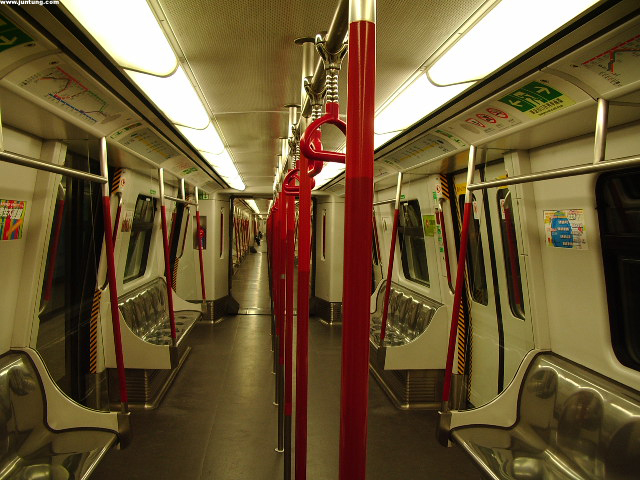
列車車廂內部（2005年1月）

### 機場快綫

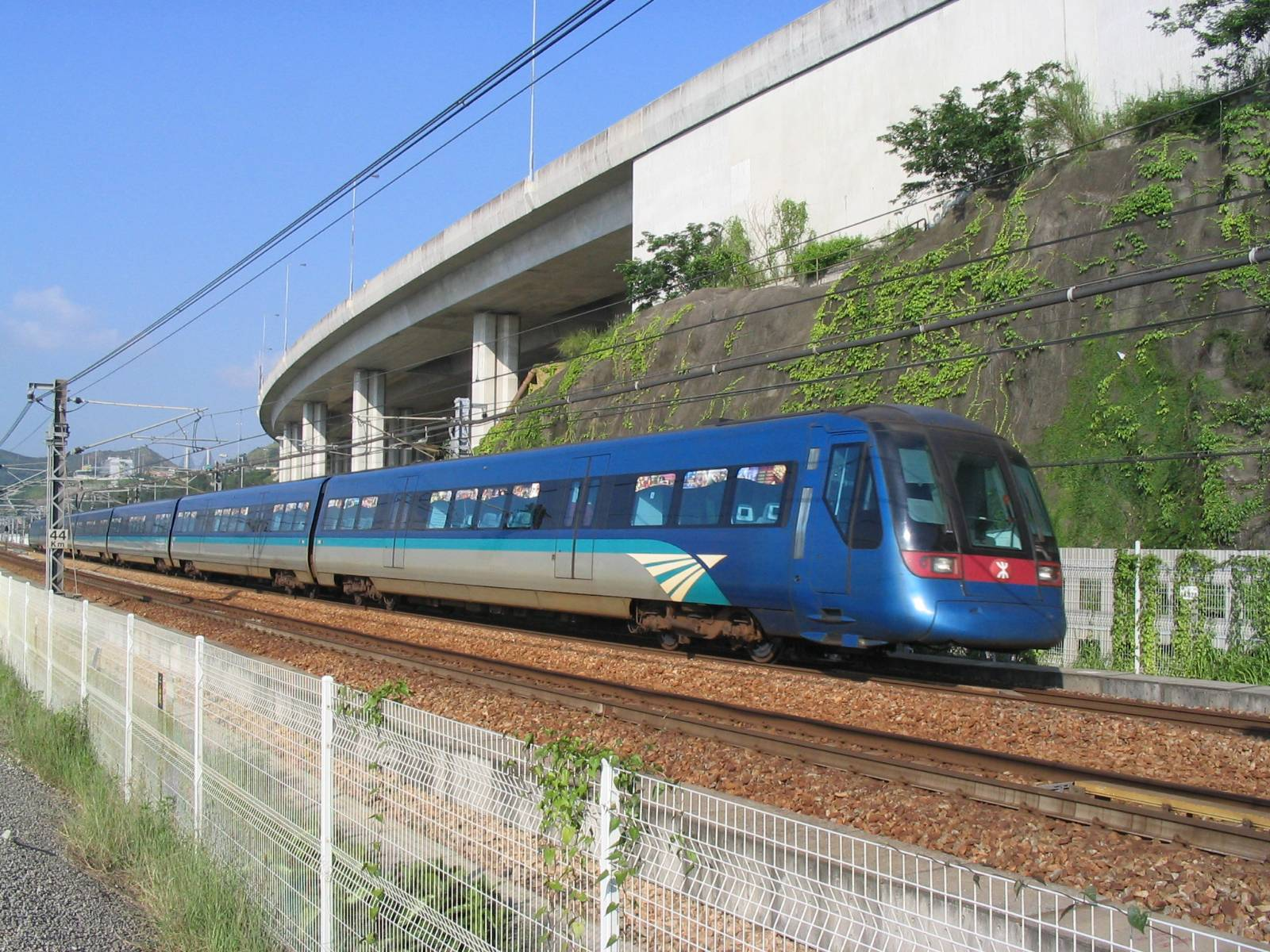
列車外觀
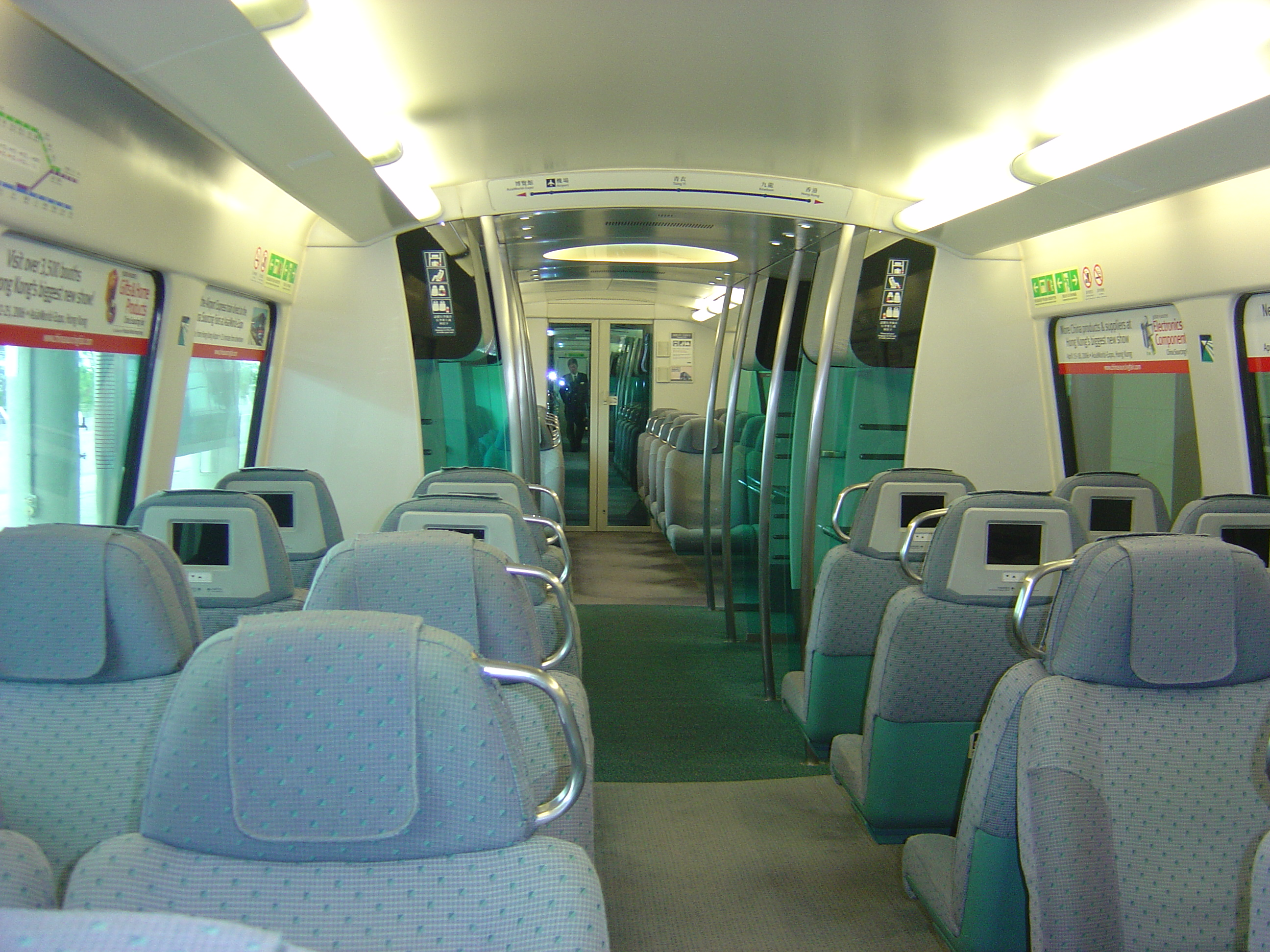
出廠規格車廂
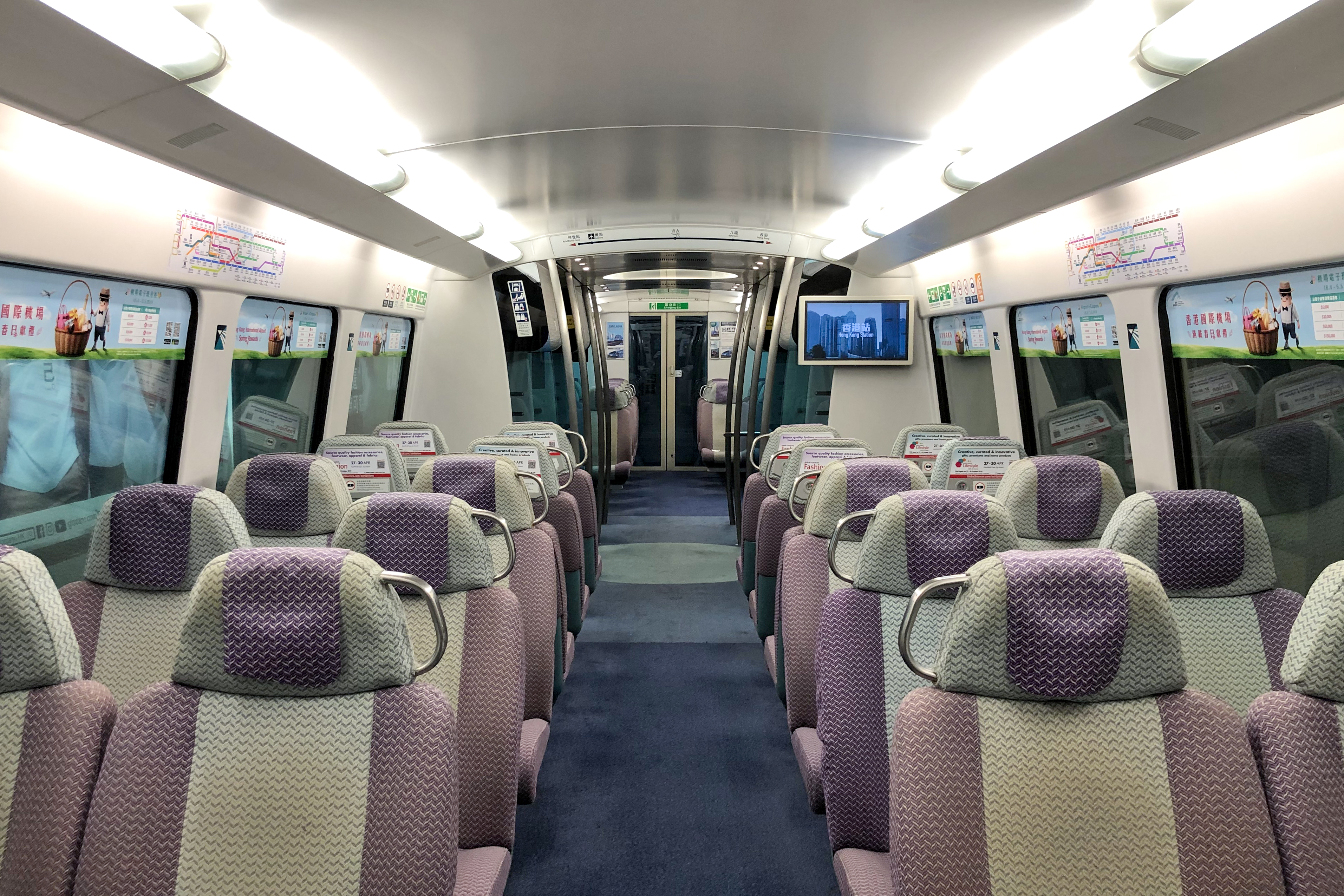
第一次翻新後的車廂（2008-09年）
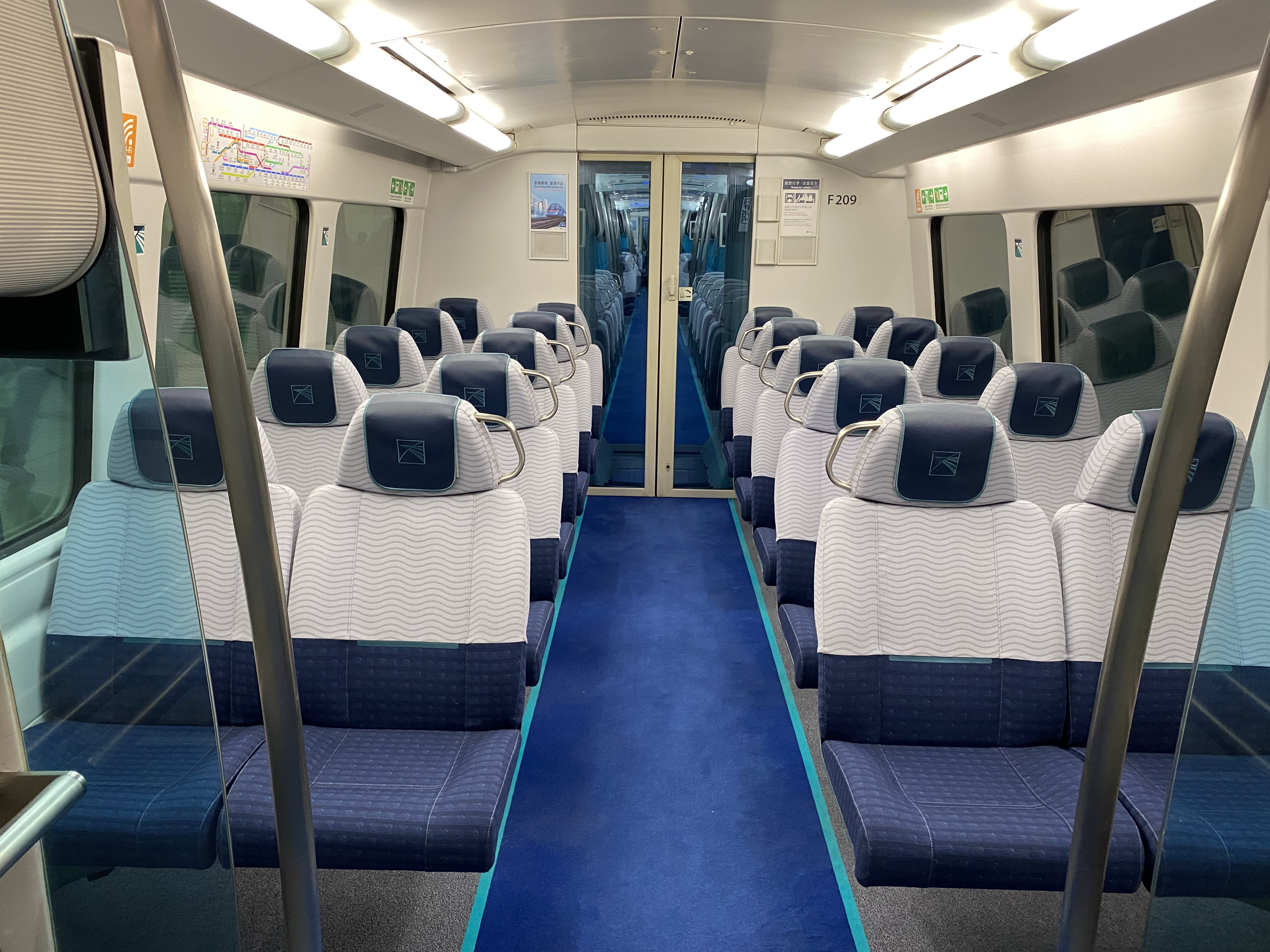
第二次翻新後的車廂（2020-21年，現時規格）
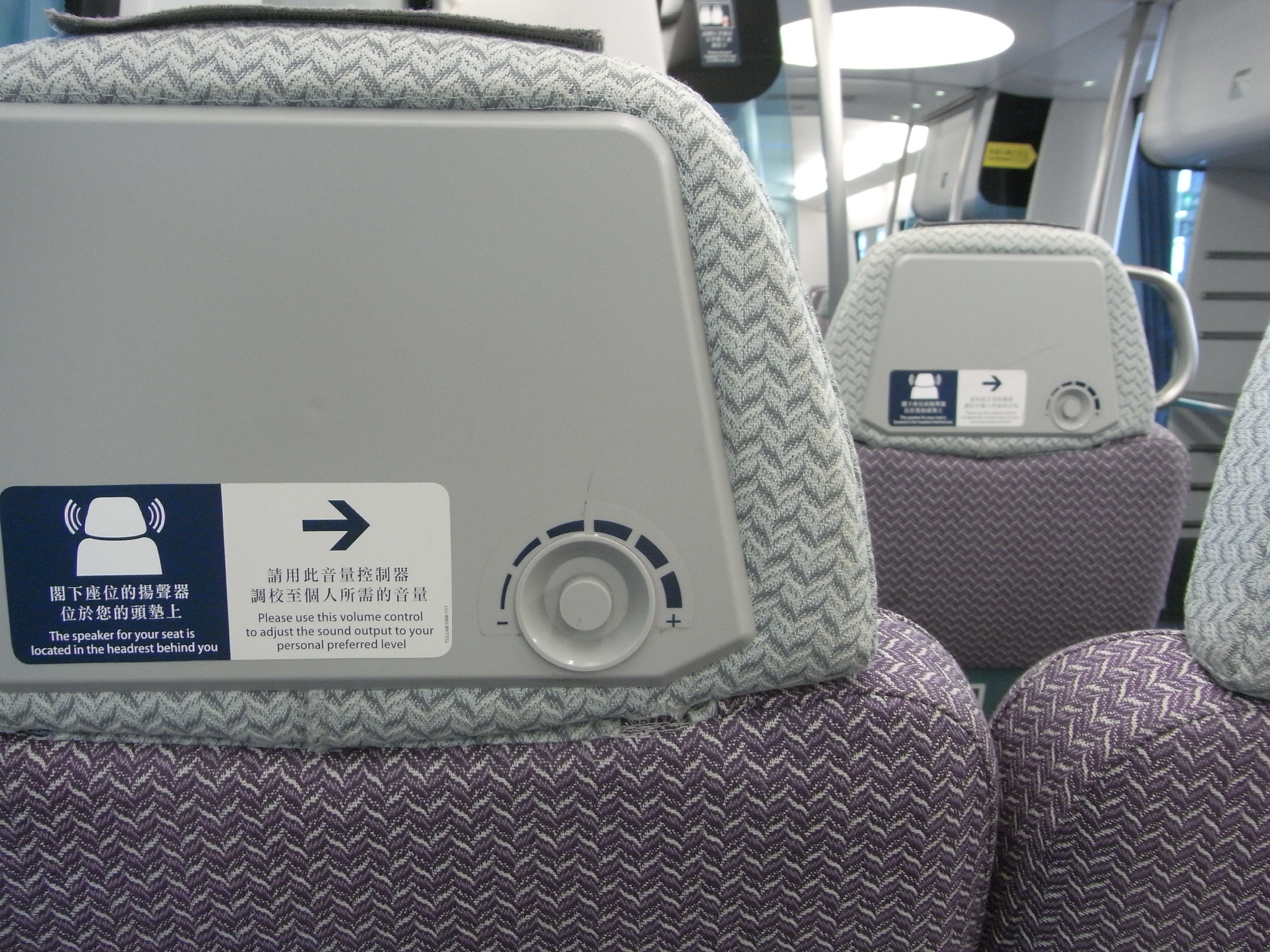
椅背有獨立喇叭及音量掣，乘客可自行調較。
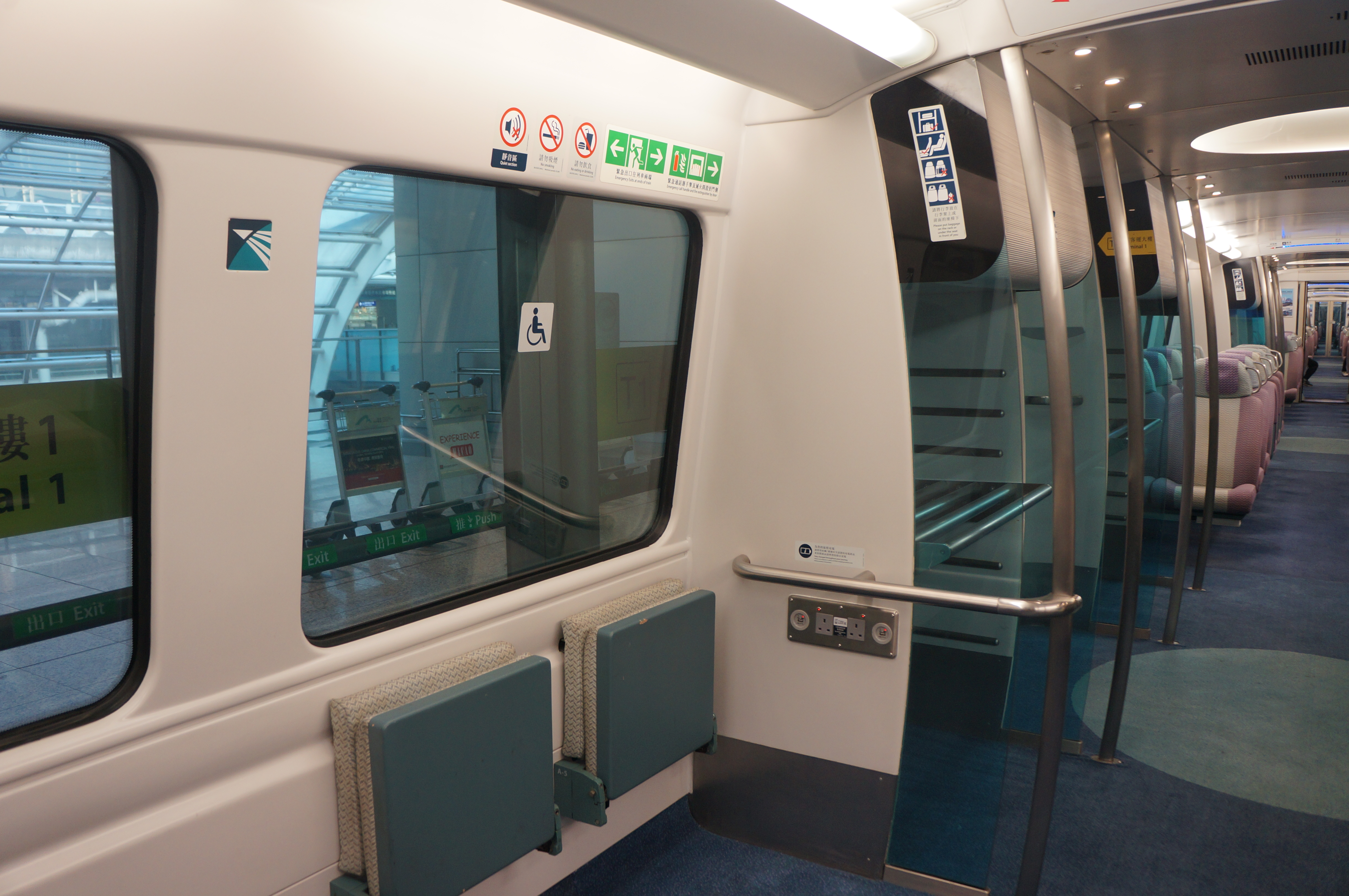
輪椅放置處
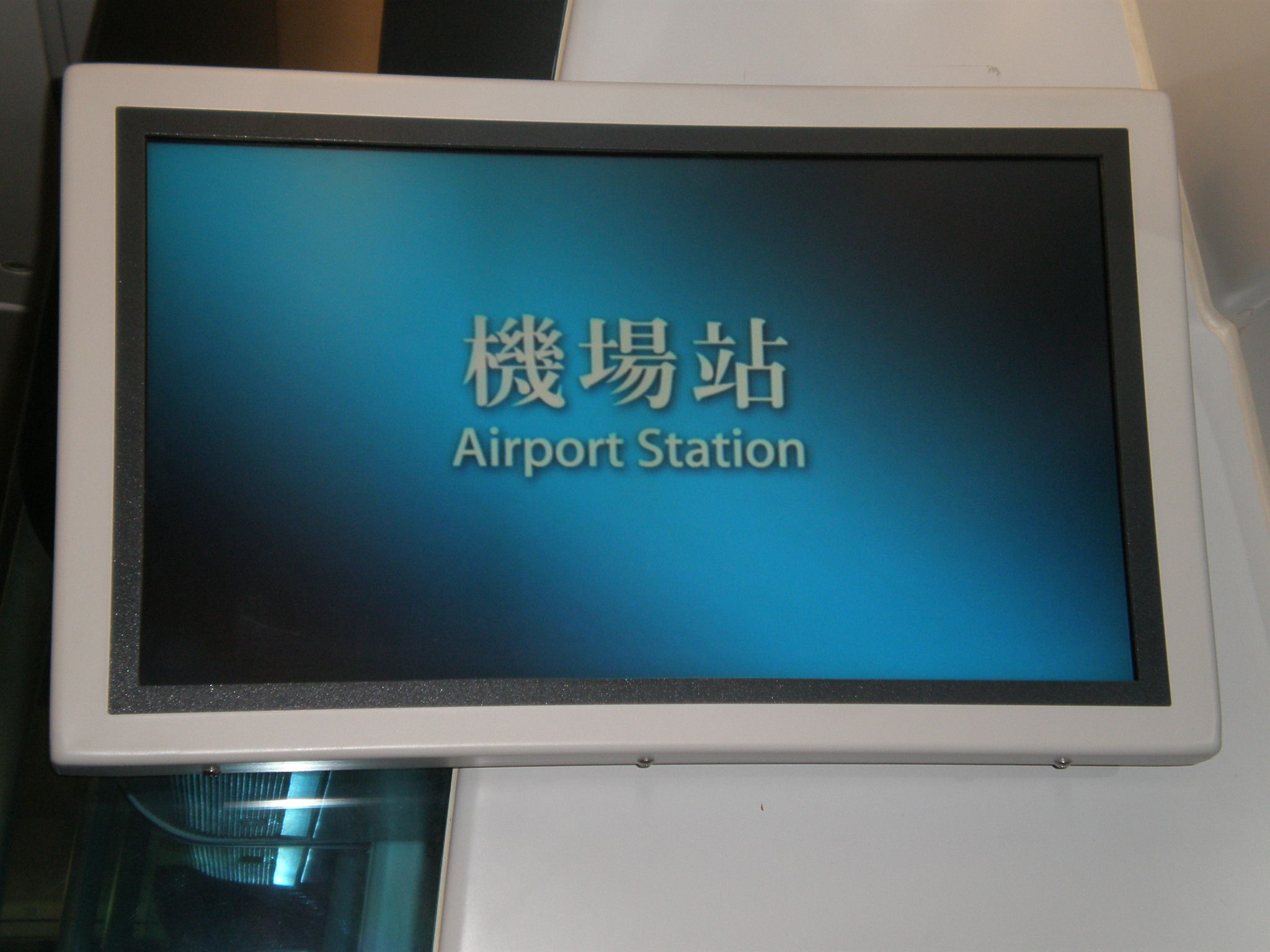
23吋液晶體電視
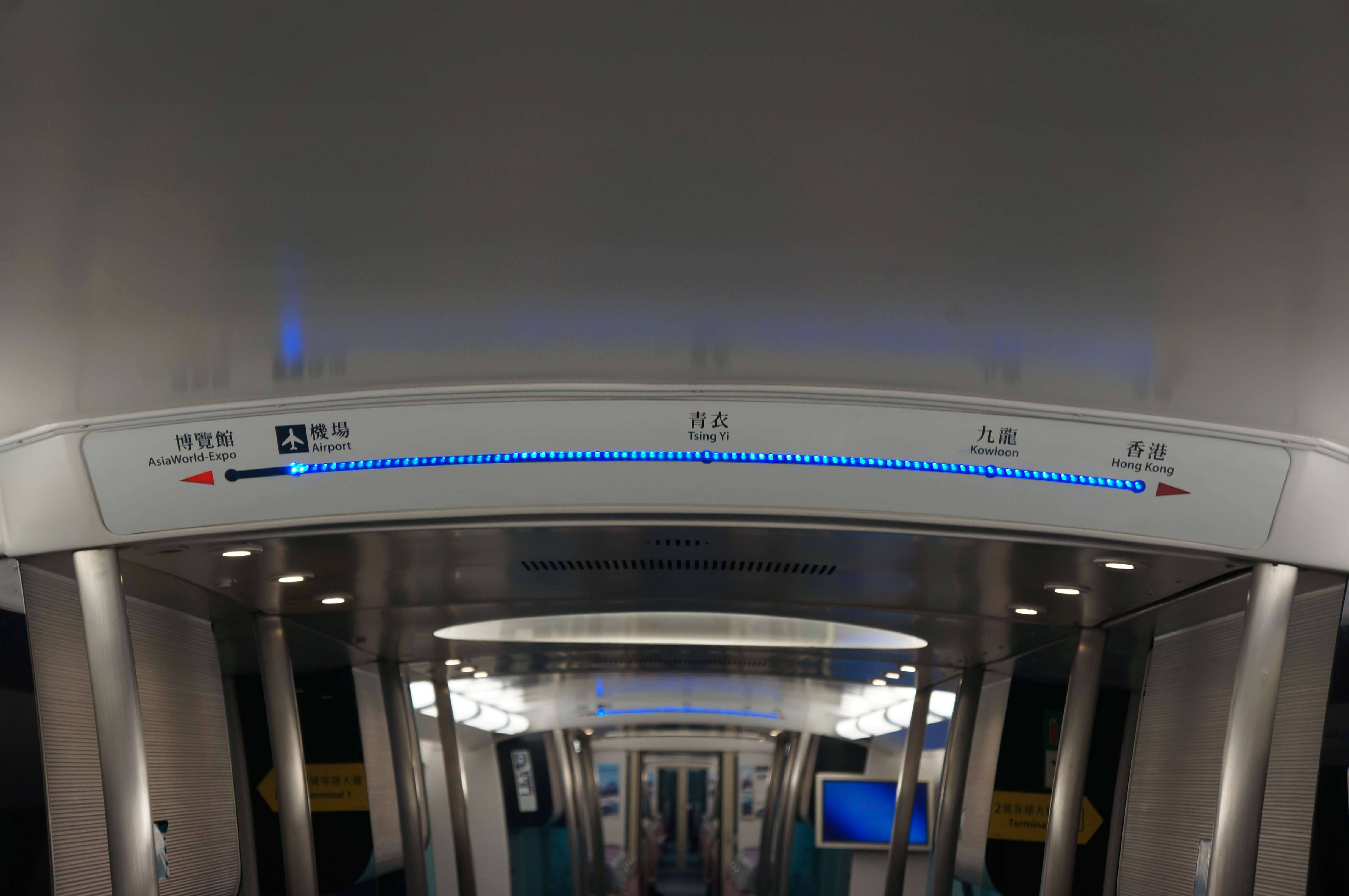
連續式閃燈路綫圖，設計有別於市區綫列車的單點式閃燈路綫圖。
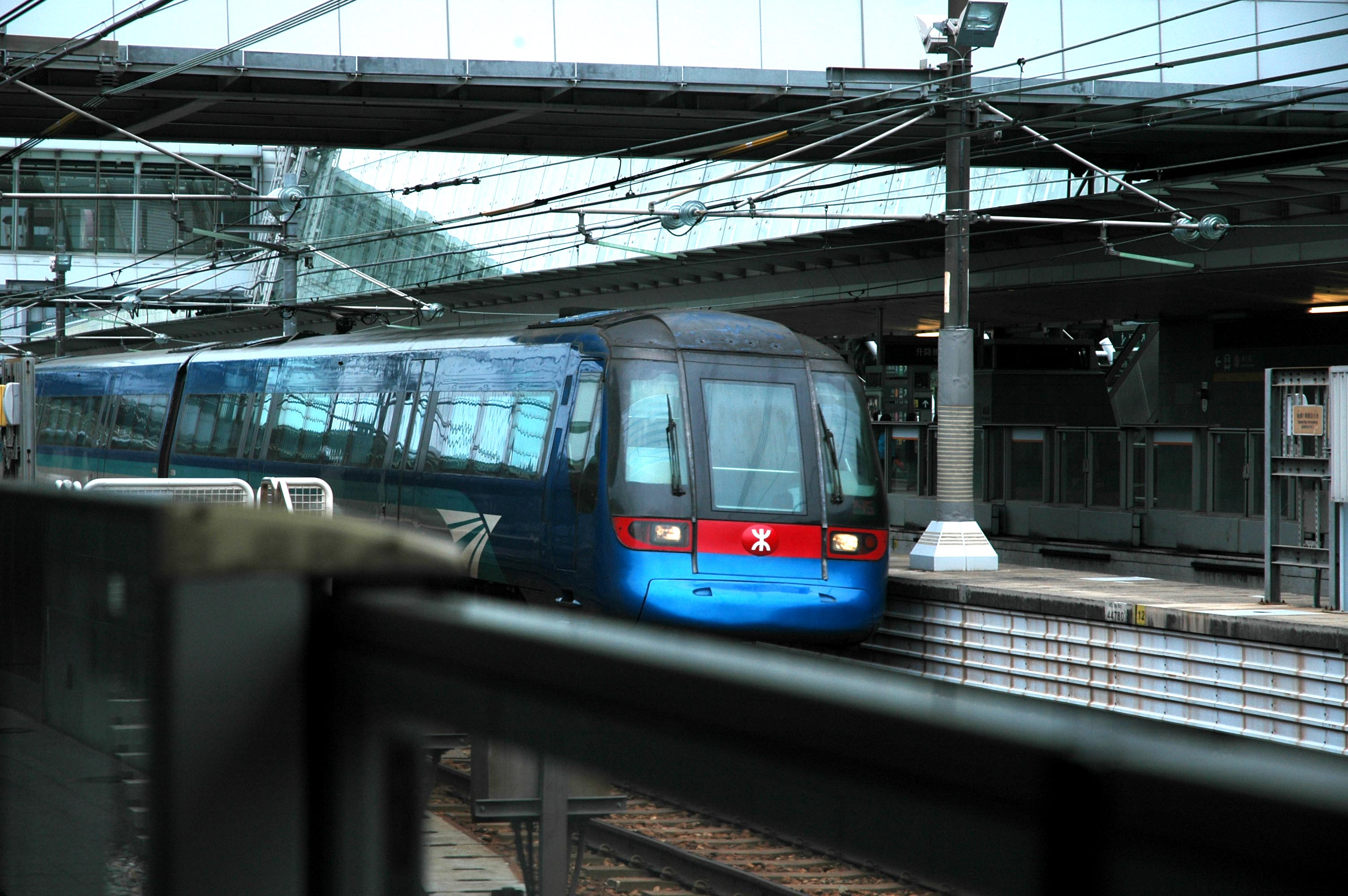
列車通過欣澳站

## 軼事
香港電影《拆彈專家2》曾經在此款的機場快綫列車取景，當中由謝君豪飾演的馬世軍駕駛E104列車深入網民形象，有網民調侃為「馬世軍快樂車」。

## 外部連結
- MTR之今昔（页面存档备份，存于）
- 列車制造商網頁 （页面存档备份，存于），CAF
- 香港鐵路大典上的相关条目：港鐵機場鐵路列車